# Юкка Хентунен
Юкка Міка Петтері Хентунен (фін. Jukka Mika Petteri Hentunen; 3 травня 1974, м. Йоройнен, Фінляндія) — фінський хокеїст, правий нападник. 
Вихованець хокейної школи «Варкіс» (Варкаус). Виступав за «Хермес» (Коккола), ГПК (Гямеенлінна), «Йокеріт» (Гельсінкі), «Калгарі Флеймс», «Нашвілл Предаторс», «Сент-Джон Флеймс» (АХЛ), «Фрібур-Готтерон», «Лугано», «Ак Барс» (Казань), КалПа (Куопіо). 
В чемпіонатах НХЛ — 38 матчів (4+5). 
У складі національної збірної Фінляндії учасник зимових Олімпійських ігор 2006, учасник чемпіонатів світу 2000, 2001, 2004, 2005, 2006 і 2007, учасник Кубка світу 2004. 
Досягнення
- Бронзовий призер зимових Олімпійських ігор (2006)
- Срібний призер чемпіонату світу (2001, 2007), бронзовий призер (2000, 2006)
- Фіналіст Кубка світу (2004)
- Чемпіон Швейцарії (2006)
- Володар Кубка Гагаріна (2009)
- Бронзовий призер чемпіонату Фінляндії (1999, 2000)
- Володар Континентального кубка (2003, 2008).